# Gulzarilal Nanda
Gulzarilal Nanda est un homme d'État indien (4 juillet 1898 - 15 janvier 1998). 

## Biographie
Membre du parti du Congrès, il est ministre du Travail et de l'Emploi en 1962, puis de l'Intérieur de 1963 à 1966. 
Il est à deux reprises Premier ministre par intérim de l'Union indienne après la mort de Nehru du 27 mai au 9 juin 1964, puis de Lal Bahadur Shastri du 11 au 24 janvier 1966. 
Ministre de l'Intérieur d'Indira Gandhi, il est contraint à la démission en 1967 à la suite d'émeutes au sujet de l'abattage de vaches sacrées contesté par le parti nationaliste d'extrême droite, le Jan Sangh. 